# Hrvatska nogometna liga – Istok 1990./91.
Hrvatska nogometna liga – Istok (također znana i kao Hrvatska republička nogometna liga – Istok, Hrvatska regionalna liga – Istok) bila je jedna od četiri skupine Hrvatske nogometne lige u sezoni 1990./91. te je predstavljala ligu četvrtog stupnja natjecanja nogometnog prvenstva Jugoslavije. Ovo je bila posljednja sezona hrvatskih klubova u prvenstvu Jugoslavije te je nakon završetka sezone liga rasformirana.
 Sudjelovalo je 16 klubova, a prvak je bio "Croatia" iz Bogdanovaca.

## Ljestvica
| mj. | klub                       | ut. | pob. | ner. | por. | gol+ | gol- | bod |
| --- | -------------------------- | --- | ---- | ---- | ---- | ---- | ---- | --- |
| 1.  | Croatia Bogdanovci ↓1      | 30  | 21   | 4    | 5    | 81   | 27   | 46  |
| 2.  | Spačva Vinkovci            | 30  | 15   | 7    | 8    | 50   | 38   | 37  |
| 3.  | Mladost Cerić              | 30  | 15   | 5    | 10   | 49   | 42   | 35  |
| 4.  | Jedinstvo Donji Miholjac   | 30  | 16   | 1    | 13   | 75   | 50   | 33  |
| 5.  | Sloga Vukovar              | 30  | 12   | 8    | 10   | 44   | 39   | 32  |
| 6.  | Valpovka Valpovo           | 30  | 11   | 9    | 10   | 42   | 37   | 31  |
| 7.  | Jadran Šećerana            | 30  | 12   | 6    | 12   | 51   | 50   | 30  |
| 8.  | Borovo                     | 30  | 11   | 5    | 14   | 39   | 37   | 27  |
| 9.  | Elektra Osijek             | 30  | 12   | 3    | 15   | 47   | 56   | 27  |
| 10. | Jedinstvo-RAD Đakovo       | 30  | 11   | 5    | 14   | 42   | 52   | 27  |
| 11. | Slavija Pleternica         | 30  | 13   | 1    | 16   | 49   | 61   | 27  |
| 12. | Lokomotiva Vinkovci        | 30  | 10   | 7    | 13   | 33   | 47   | 27  |
| 13. | Graničar Županja           | 30  | 11   | 4    | 15   | 39   | 48   | 26  |
| 14. | PPK Kutjevo                | 30  | 10   | 5    | 15   | 51   | 63   | 25  |
| 15. | Željezničar Slavonski Brod | 30  | 9    | 7    | 14   | 28   | 43   | 25  |
| 16. | Papuk Orahovica            | 30  | 11   | 3    | 16   | 28   | 55   | 25  |

## Rezultatska križaljka
| kratica | klub                       | BOB | BRV | ELE | GRA | JAD | JDM | J.Đ | KUT | LOK | MLA | PAP | SLA | SLO | SPA | VAL | ŽEL |
| --- | -------------------------- | --- | --- | --- | --- | --- | --- | --- | --- | --- | --- | --- | --- | --- | --- | --- | --- |
| BRV | Borovo                     |     |     |     |     |     |     |     |     |     |     |     |     |     |     |     |     |
| CRO | Croatia Bogdanovci         |     |     |     |     |     |     |     |     |     |     |     |     |     |     |     |     |
| ELE | Elektra Osijek             |     |     |     |     |     |     |     |     |     |     |     |     |     |     |     |     |
| GRA | Graničar Županja           |     |     |     |     |     |     |     |     |     |     |     |     |     |     |     |     |
| JAD | Jadran Šećerana            |     |     |     |     |     |     |     |     |     |     |     |     |     |     |     |     |
| JDM | Jedinstvo Donji Miholjac   |     |     |     |     |     |     |     |     |     |     |     |     |     |     |     |     |
| J.Đ | Jedinstvo Đakovo           |     |     |     |     |     |     |     |     |     |     |     |     |     |     |     |     |
| KUT | PPK Kutjevo                |     |     |     |     |     |     |     |     |     |     |     |     |     |     |     |     |
| LOK | Lokomotiva Vinkovci        |     |     |     |     |     |     |     |     |     |     |     |     |     |     |     |     |
| MLA | Mladost Cerić              |     |     |     |     |     |     |     |     |     |     |     |     |     |     |     |     |
| PAP | Papuk Orahovica            |     |     |     |     |     |     |     |     |     |     |     |     |     |     |     |     |
| SLA | Slavija Pleternica         |     |     |     |     |     |     |     |     |     |     |     |     |     |     |     |     |
| SLO | Sloga Vukovar              |     |     |     |     |     |     |     |     |     |     |     |     |     |     |     |     |
| SPA | Spačva Vinkovci            |     |     |     |     |     |     |     |     |     |     |     |     |     |     |     |     |
| VAL | Valpovka Valpovo           |     |     |     |     |     |     |     |     |     |     |     |     |     |     |     |     |
| ŽEL | Željezničar Slavonski Brod |     |     |     |     |     |     |     |     |     |     |     |     |     |     |     |     |
| |                            |     |     |     |     |     |     |     |     |     |     |     |     |     |     |     |     |
| podebljan rezultat - utakmice od 1. do 15. kola (1. utakmica između klubova) rezultat normalne debljine - utakmice od 16. do 30. kola (2. utakmica između klubova) rezultat nakošen - nije vidljiv redoslijed odigravanja međusobnih utakmica iz dostupnih izvora rezultat nakošen i smanjen * - iz dostupnih izvora nije uočljiv domaćin susreta prekrižen rezultat - poništena ili brisana utakmica p - utakmica prekinuta 3:0 p.f. / 0:3 p.f. - rezultat 3:0 bez borbe (_:_ 11 m) - rezultat u raspucavanju jedanaesteraca u slučaju neriješenog rezultata |                            |     |     |     |     |     |     |     |     |     |     |     |     |     |     |     |     |

 Izvori: